# Auditorium Building
L'Auditorium Building di Chicago è uno dei progetti più noti di Louis Sullivan e Dankmar Adler. Completato nel 1889, l'edificio si trova all'angolo nord-ovest di South Michigan Avenue e Ida B. Wells Drive. L'edificio fu progettato per essere un complesso multi-uso, comprendente uffici, un teatro e un hotel. Da giovane apprendista, Frank Lloyd Wright lavorò ad alcuni degli interni.
L'Auditorium Theatre fa parte dell'Auditorium Building e si trova al 50 East Ida B. Wells Drive. Il teatro fu la prima sede della Chicago Civic Opera e della Chicago Symphony Orchestra.
L'edificio fu aggiunto al Registro Nazionale dei Luoghi Storici il 17 aprile 1970. Fu dichiarato Monumento Storico Nazionale nel 1975 e fu designato Punto di Riferimento di Chicago il 15 settembre 1976. Inoltre, è situato nel distretto storico di Chicago Landmark Historic Michigan Boulevard District. Dal 1947, l'Auditorium Building fa parte della Roosevelt University.

## Storia
Ferdinand Peck, un uomo d'affari di Chicago, costituì la Chicago Auditorium Association nel dicembre 1886 per sviluppare quello che voleva essere il più grande, grandioso e costoso teatro del mondo, che avrebbe rivaleggiato con istituzioni come il Metropolitan Opera House di New York City. Si diceva che volesse rendere l'alta cultura accessibile alle classi lavoratrici di Chicago.
L'edificio doveva includere un blocco di uffici e un hotel di prima classe. Peck persuase molti magnati degli affari di Chicago a unirsi a lui, tra cui Marshall Field, Edson Keith, Martin A. Ryerson, Charles L. Hutchinson e George Pullman. L'associazione assunse la rinomata società di architettura di Adler & Sullivan per progettare l'edificio. All'epoca, un giovane Frank Lloyd Wright era impiegato nello studio come disegnatore e potrebbe aver contribuito al progetto.

## Architettura
Sullivan e Adler progettarono una struttura alta con pareti esterne portanti e basarono l'aspetto esterno in parte sul design del Marshall Field Warehouse di H.H. Richardson, un altro punto di riferimento di Chicago. L'Auditorium è una struttura pesante e imponente esternamente ed era più sorprendente ai suoi tempi quando gli edifici della sua scala erano meno comuni. Al momento del completamento, era l'edificio più alto della città e l'edificio più grande degli Stati Uniti.
Una delle caratteristiche più innovative dell'edificio fu la sua massiccia fondazione a zattera, progettata da Adler in collaborazione con l'ingegnere Paul Mueller. Il terreno sotto l'Auditorium è composto da argilla blu morbida fino a una profondità di oltre 100 piedi, il che rendeva impossibili le fondazioni convenzionali. Adler e Mueller progettarono un tappeto galleggiante di traverse incrociate, sormontato da un doppio strato di rotaie in acciaio incorporate nel cemento, l'intero insieme rivestito di pece.
La zattera risultante distribuì il peso delle massicce pareti esterne su una vasta area. Tuttavia, il peso delle pareti esterne in muratura rispetto all'interno relativamente leggero deformò la zattera nel corso di un secolo e oggi alcune parti dell'edificio si sono affondate fino a 29 pollici. Questa deflessione è chiaramente visibile nella lobby del teatro, dove il pavimento a mosaico assume una pendenza distinta man mano che si avvicina alle pareti esterne. Questo cedimento non è dovuto a una scarsa ingegneria, ma al fatto che il progetto fu modificato durante la costruzione. Il piano originale prevedeva che l'esterno fosse rivestito in terracotta leggera, ma questo fu cambiato in pietra dopo che le fondazioni erano in costruzione. La maggior parte del cedimento si verificò entro un decennio dalla costruzione e un tempo esisteva un piano per accorciare i supporti interni per livellare i pavimenti, ma questo non fu mai eseguito.
Al centro dell'edificio si trovava un auditorium di 4.300 posti, originariamente destinato principalmente alla produzione di Grand Opera. In linea con gli ideali democratici di Peck, l'auditorium fu progettato in modo che tutti i posti avessero una buona vista e acustica. I piani originali non prevedevano palchi e quando questi furono aggiunti ai piani non ricevettero posizioni privilegiate.
Alloggiato nell'edificio attorno allo spazio centrale c'erano una aggiunta del 1890 di 136 uffici e un hotel di 400 camere, il cui scopo era quello di generare gran parte delle entrate per sostenere l'opera.
Mentre l'Auditorium Building non era destinato a un edificio commerciale, Peck voleva che fosse autosufficiente. Le entrate dagli uffici e dall'hotel erano destinate a consentire il mantenimento dei prezzi dei biglietti a un livello ragionevole. In realtà, sia l'hotel che il blocco degli uffici divennero non redditizi entro pochi anni.

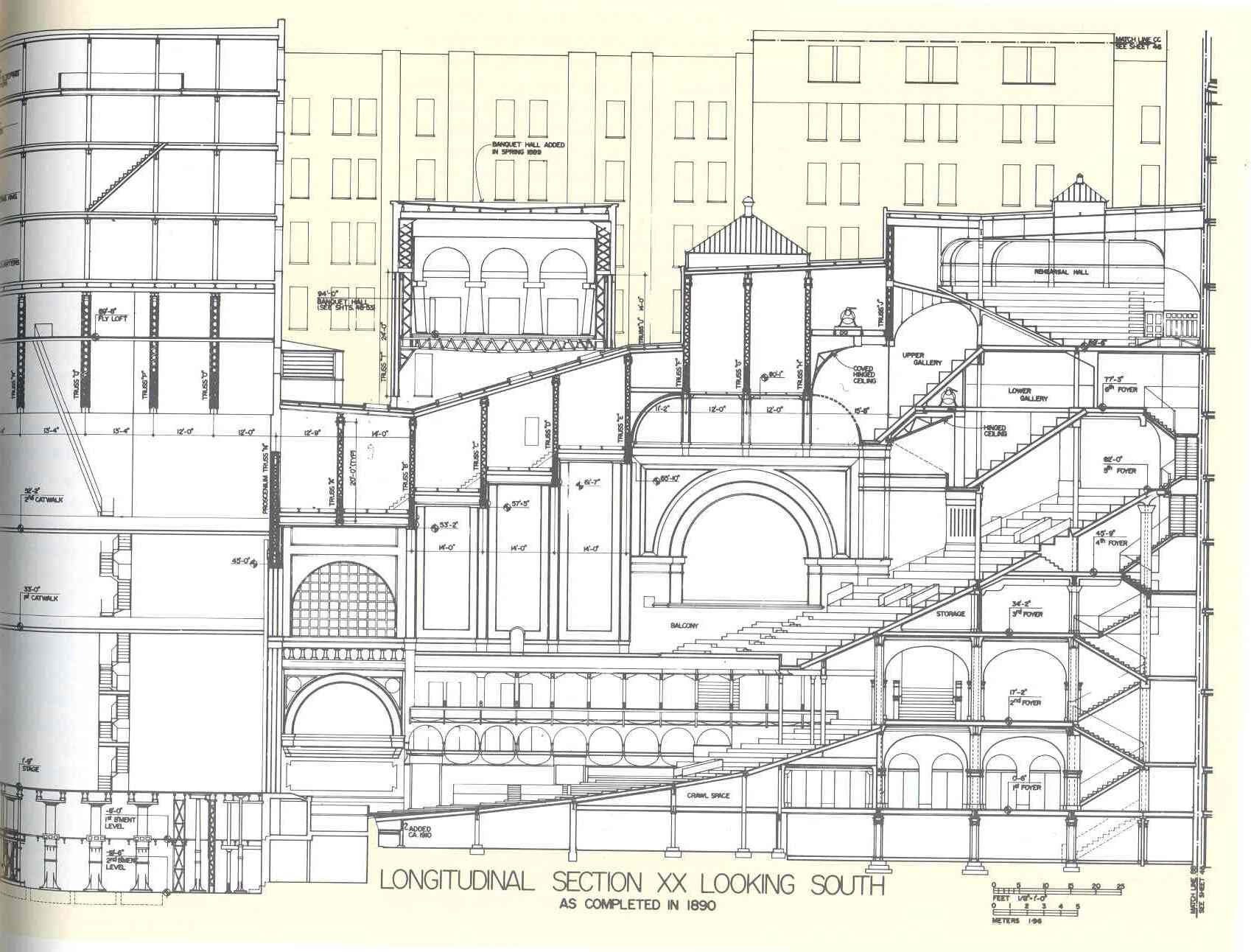
sezione
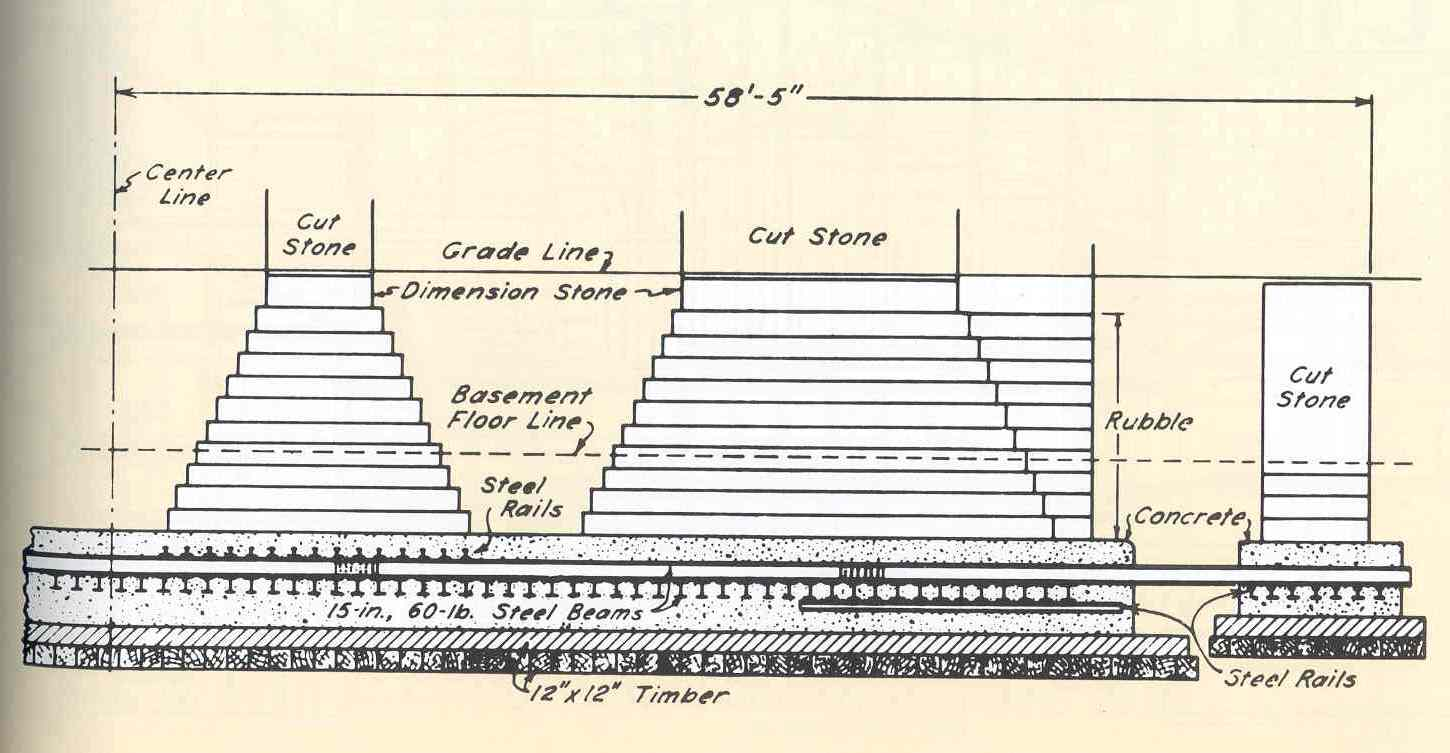
fondazione
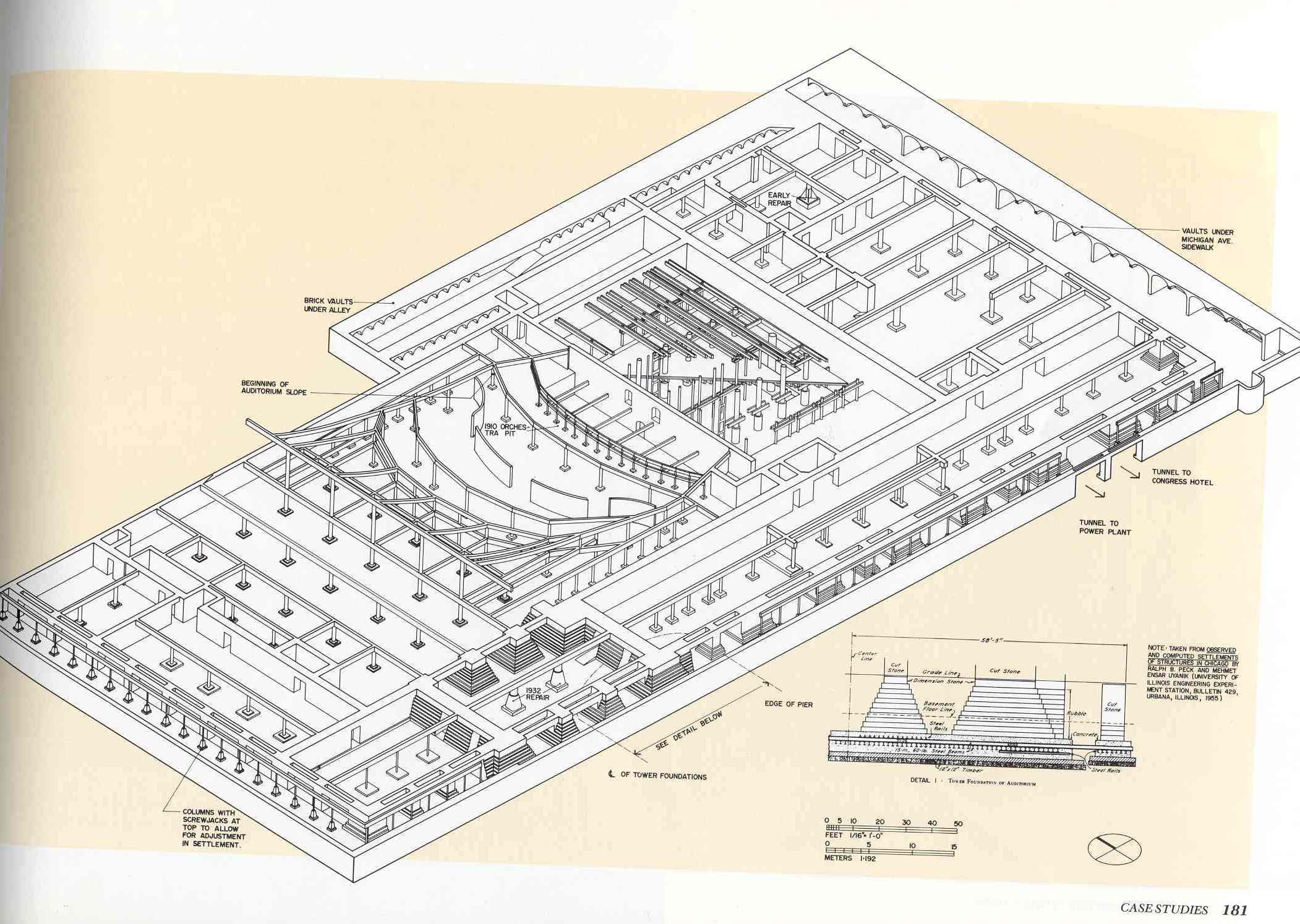
piano terra

## Usi successivi
Il 5 ottobre 1887, il presidente Grover Cleveland pose la prima pietra per l'Auditorium Building. La Convention Nazionale Repubblicana del 1888 si tenne in un edificio parzialmente finito dove Benjamin Harrison fu nominato candidato presidenziale. Il 9 dicembre 1889, il presidente Benjamin Harrison dedicò l'edificio e la star dell'opera Adelina Patti cantò "Home Sweet Home" con un fragoroso applauso. [citazione necessaria] Adler & Sullivan avevano anche aperto i loro uffici al 16° e 17° piano della torre dell'Auditorium.
La Chicago Symphony Orchestra debuttò il 16 ottobre 1891 e fece la sua casa nell'Auditorium Theatre fino al trasferimento all'Orchestra Hall nel 1904.
La compagnia d'opera che affittava l'alloggio si trasferì al Civic Opera House nel 1929 e l'Auditorium Theatre chiuse durante la Grande Depressione. Nel 1941 fu rilevata dalla città di Chicago per essere utilizzata come centro per i militari della seconda guerra mondiale. Entro il 1946, la Roosevelt University si trasferì nell'Auditorium Building, ma il teatro non fu restaurato al suo antico splendore.
Nel 1952, Congress Parkway fu allargato, portando il marciapiede al bordo sud dell'edificio. Per fare spazio a un marciapiede, furono rimosse alcune stanze del piano terra e parte della lobby del teatro, creando un porticato laterale.
Il 31 ottobre 1967, l'Auditorium Theatre riaprì e fino al 1975 l'Auditorium servì come luogo per concerti rock. Tra gli altri atti degni di nota, i Grateful Dead suonarono lì dieci volte dal 1971 al 1977.
I Doors suonarono anche il loro primo concerto all'Auditorium Building dopo l'arresto del cantante Jim Morrison il 14 giugno 1969.
Fu dichiarato Monumento Storico Nazionale dal Dipartimento dell'Interno degli Stati Uniti nel 1975.
L'edificio fu dotato del primo sistema di aria condizionata centrale e il teatro fu il primo ad essere interamente illuminato da lampadine a incandescenza. [8] Nel 2001, una importante restaurazione dell'Auditorium Theatre fu iniziata da Daniel P. Coffey and Associates in collaborazione con EverGreene Architectural Arts per restituire al teatro i suoi colori e finiture originali.
Il 30 aprile 2015, la National Football League ha tenuto il suo draft NFL 2015 nell'Auditorium Theatre, la prima volta che la lega ha tenuto il suo draft annuale a Chicago in più di 50 anni.

## Galleria d'immagini

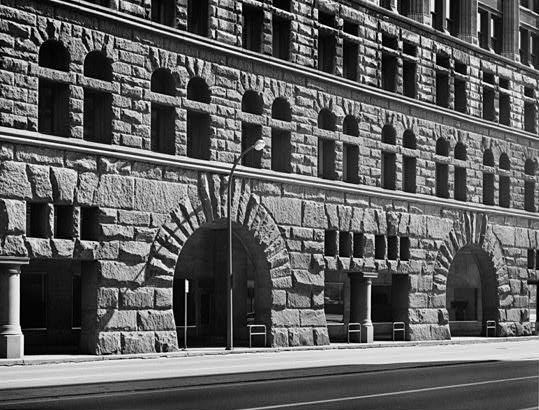
Dettagli esterni visti da Congress Parkway
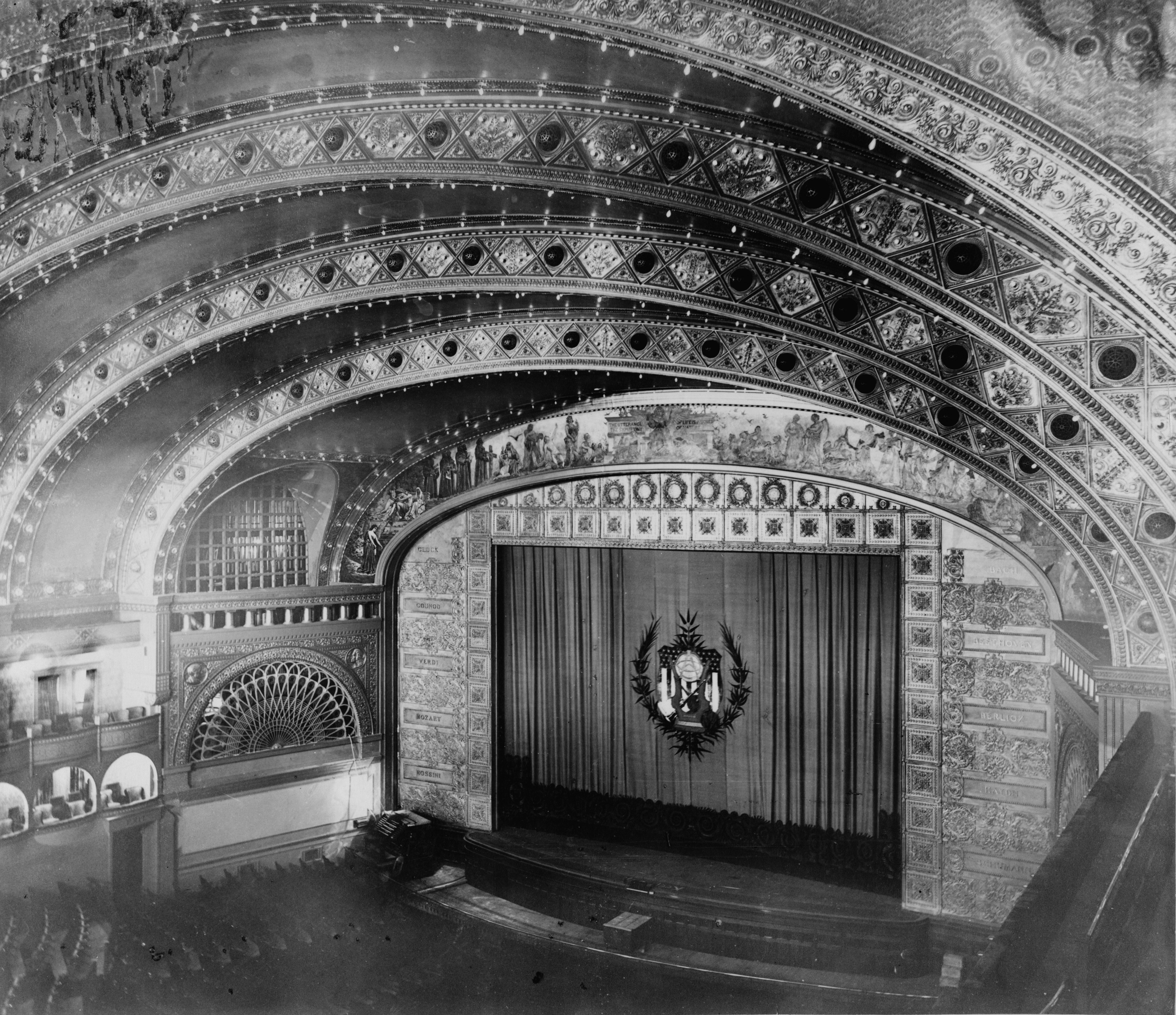
Interno dell'Auditorium Theatre dalla balconata
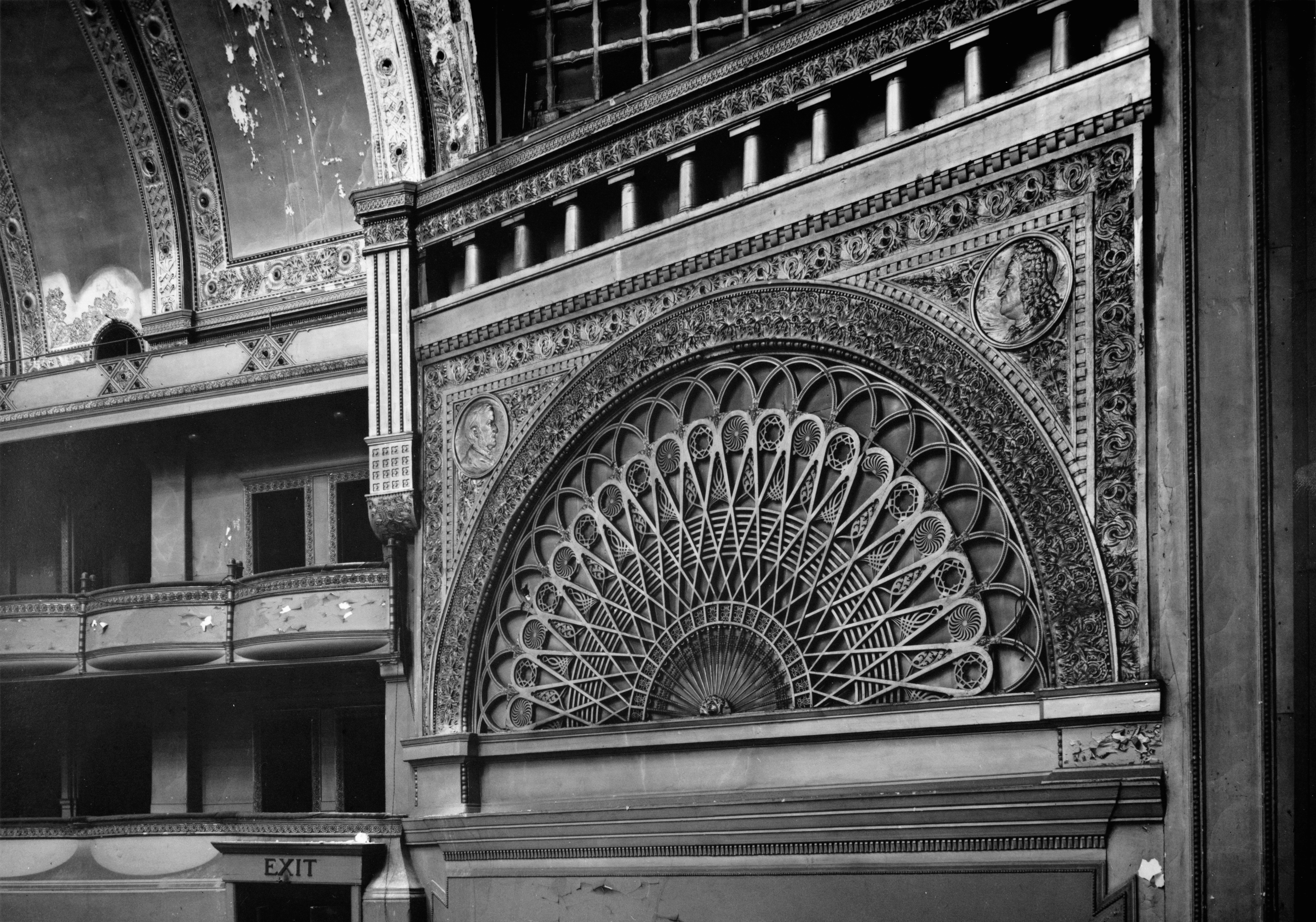
Interno dell'Auditorium Theatre
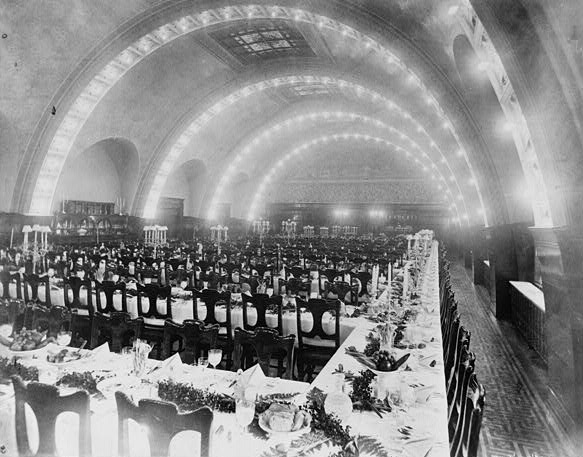
Auditorium Hotel, sala da pranzo
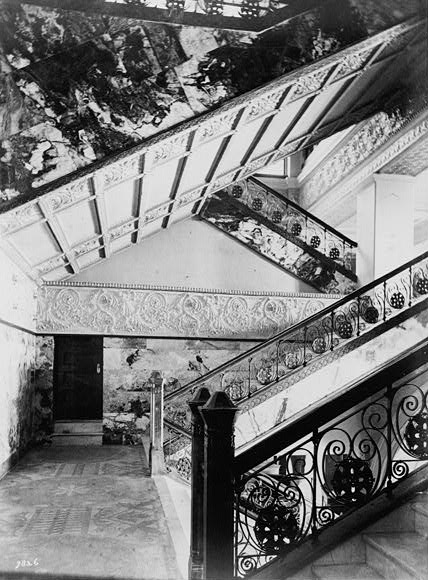
Auditorium Hotel, scale
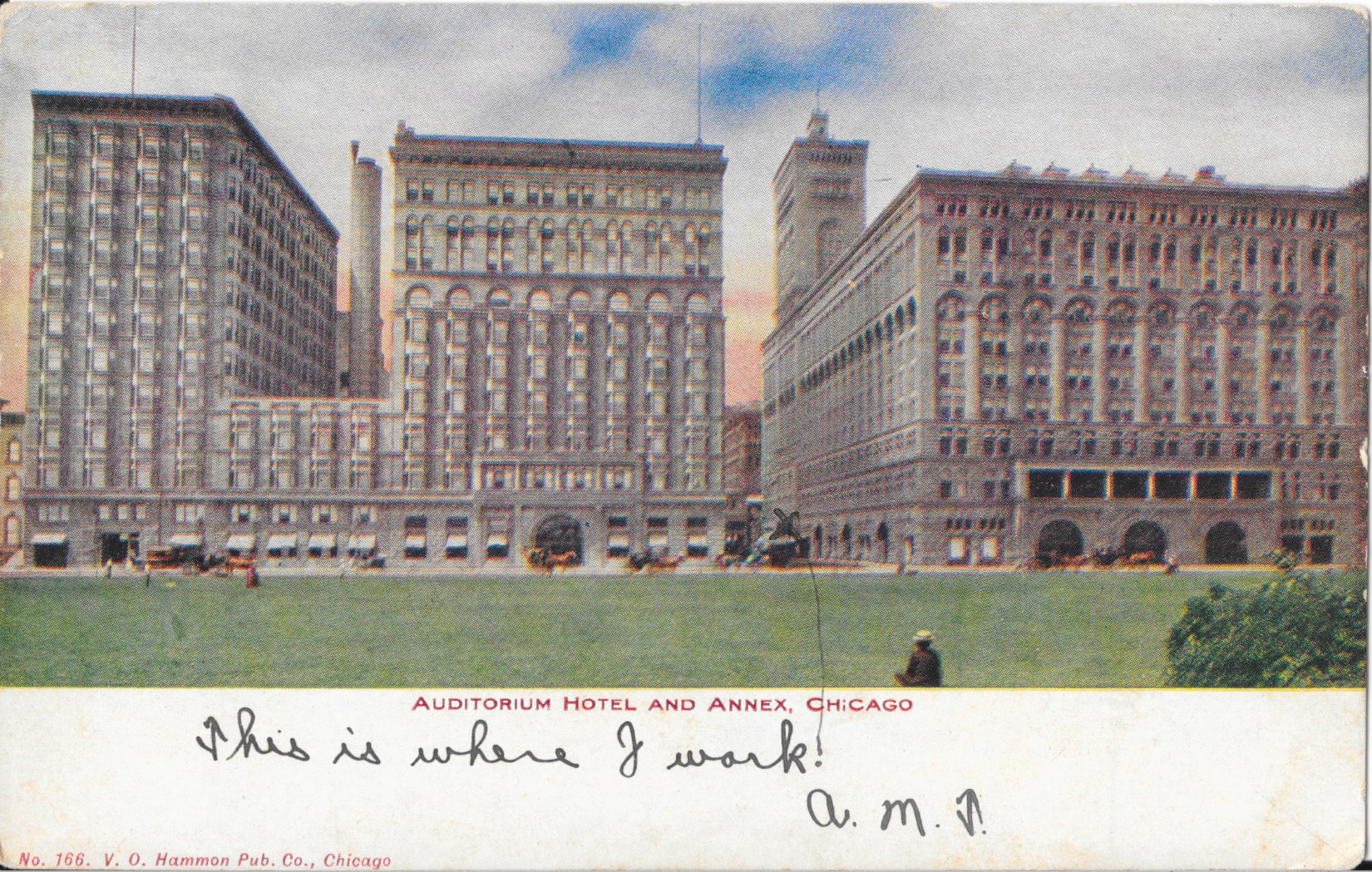
Cartolina del 1906
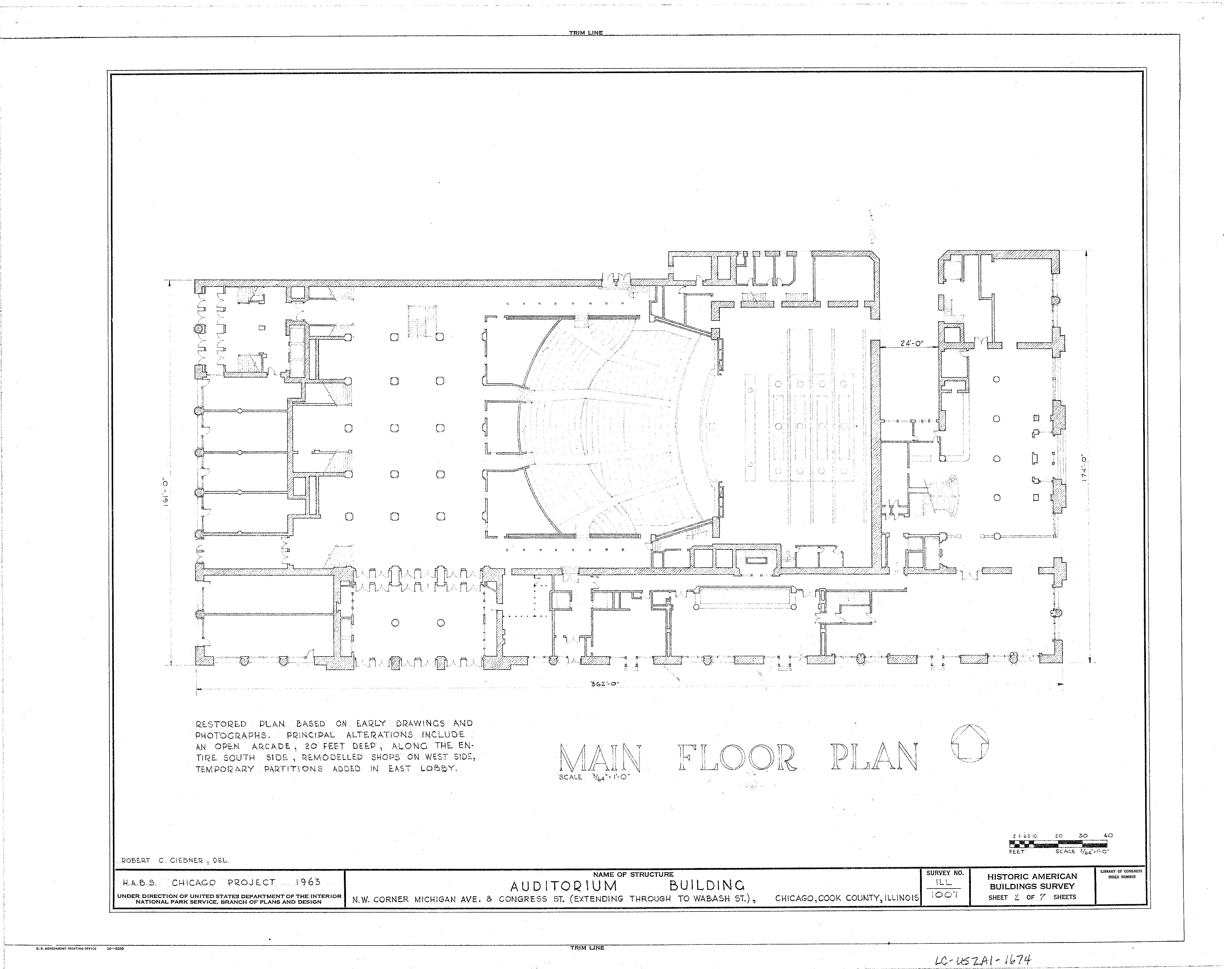
Dettagli architettonici
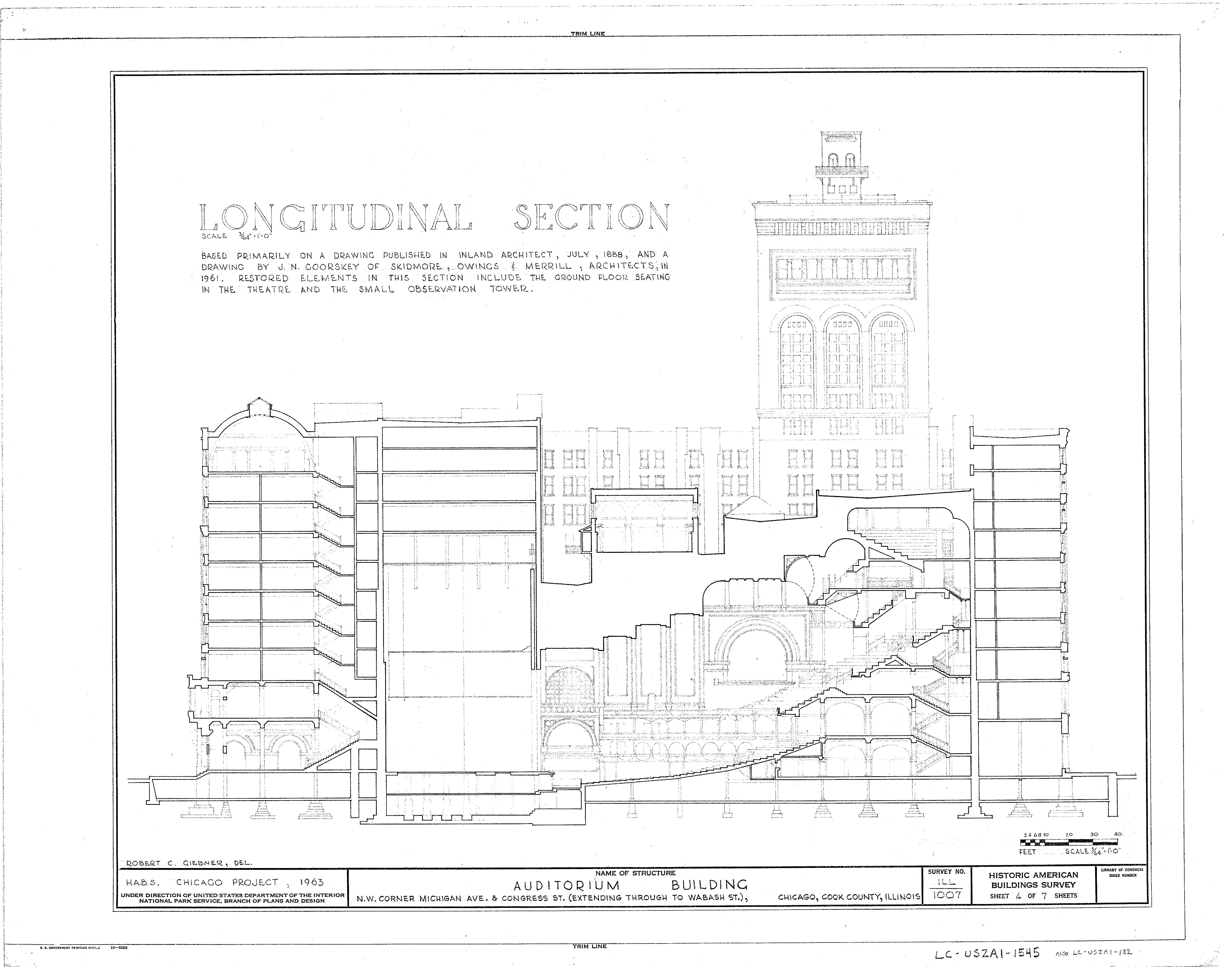
Dettagli architettonici
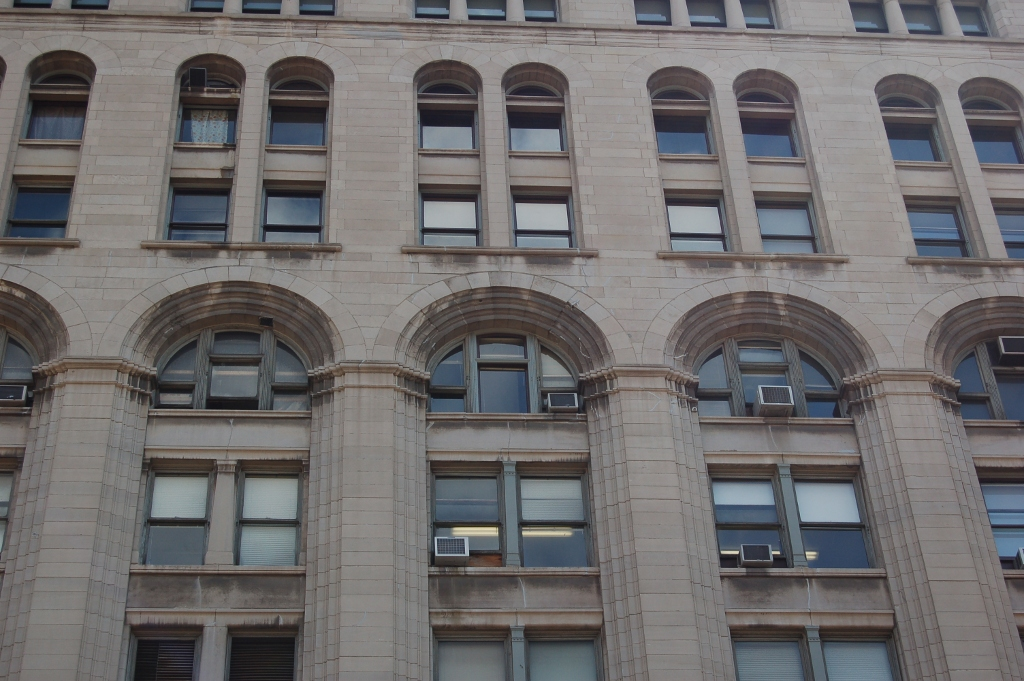
Dettagli architettonici